# House of Anubis
House of Anubis é uma série de mistério da Nickelodeon produzida entre Bélgica, Estados Unidos e Reino Unido. A série estreou nos Estados Unidos dia 1 de janeiro de 2011 e é baseada na série belga/nerlandesa Het Huis Anubis, criada por Hans Bourlon e Gert Verhulst.
Em Portugal, a pré-estreia ocorreu em 4 de junho de 2011 e a estreia oficial aconteceu nove dias depois. No Brasil, a pré-estreia da série aconteceu no dia 23 de junho de 2011 e a estreia oficial em 4 de julho de 2011.
A série mostra um grupo de 8 adolescentes, que vivem juntos na Casa de Anubis, um edifício construído no início dos anos 90, servindo como casa de hóspedes para um internato na Inglaterra. Nina Martin (Nathalia Ramos) é uma jovem estadunidense, que vivia com a avó desde a morte de seus pais, deixando os Estados Unidos para frequentar a escola. Entretanto, sua chegada coincide com o desaparecimento de Joy Mercer (Klariza Clayton), o que faz com que Patricia Williamson (Jade Ramsey) pense que Nina teve algo a ver com o desaparecimento de sua amiga. Aos poucos, Nina descobre que há uma grande conspiração por trás do desaparecimento de Joy e que só ela pode detê-los.

## Enredo

### Primeira temporada
Patricia Williamson (Jade Ramsey), a melhor amiga de Joy (Klariza Clayton), está decepcionada ao descobrir que ela saiu sem deixar vestígios e acusa Nina Martin (Nathalia Ramos) de estar envolvida com o desaparecimento de Joy. Nina, a nova companheira de quarto de Patrícia, toma o lugar de Joy no mesmo quarto que ela ficava. Nina depois encontra uma idosa chamada Sarah Frobisher-Smythe (Rita Davies), que tinha vivido na casa há vários anos. Os pais de Sarah foram arqueólogos no Egito, que morreram misteriosamente. Devido à frustração, Patricia força a nova aluna a subir uma noite no sótão da casa e trazer alguma coisa de lá como uma espécie de iniciação. Ela está com medo no início, mas percebe que ela de alguma forma tem uma ligação com a casa. Um colar, em forma de Olho de Hórus, foi dado a Nina por Sarah. O medalhão parece ter uma conexão tão boa com a casa que ele abre portas secretas, como que por magia. Junto deste colar, de sua intuição e seu senso de recém-descoberta, Nina faz diversas viagens ao sótão.
Mais tarde Nina descobre cilindros de fonógrafo escondidos no sótão, revelando que a casa tem uma história secreta e mantém um mistério que ninguém conhece, exceto ela, que decide investigá-lo junto de Fabian Rutter (Brad Kavanagh) e Amber Millington (Ana Mulvoy Ten), fora eles ninguém mais sabe do mistério até então. Eles formam um grupo secreto chamado "Sibuna" (Anúbis grafado de trás para frente). O grupo aumenta quando eles incluem Patricia Williamson, que fez as pazes com Nina quando eles descobriram que o mistério do desaparecimento de Joy e o mistério da casa estão de alguma forma ligados, e Alfie Lewis (Alex Sawyer), que no início da série era um brincalhão. A equipe formada por cinco adolescentes juntos, agora começa procurar o tesouro que está escondido dentro da Casa de Anúbis e a descobrir o mistério por trás da escola, bem como o desaparecimento de Joy. Logo, para despeito e frustração de inúmeras pessoas, Jerome (Eugene Simon), amigo próximo de Alfie e que também era um brincalhão, sai da Sibuna e junta-se ao inimigo, Rufus Zeno, que quer usar o tesouro da casa para fins malignos. Jerome junta-se de novo a Sibuna e ajuda a atrair Rufus para uma armadilha. Mara Jaffray (Tasie Dhanraj) e Mick Campbell (Bobby Lockwood), que começaram um relacionamento, lidam com os problemas cotidiano de um adolescente, enquanto eles não têm conhecimento sobre o  mistério ou sobre o grupo Sibuna por toda a primeira temporada. Já na segunda temporada temos mais ação com a chegada de Eddie (Burkely Duffield)! E temos muito mais na terceira.

### Segunda temporada
Já na segunda temporada, o mistério continua, todos os alunos voltam a Casa de Anubis, mas dessa vez os alunos terão que ir atrás da Máscara de Anubis, senão não eles irão morrer por causa da "Maldição de Anubis", tudo por causa de Senkhara (que foi libertada sem querer por Nina, quando ela abriu um compartimento secreto no sótão para esconder A Taça de Ankh do Victor), que os obrigou a ir atrás da Máscara que o Robert Frobisher-Smythe deixou escondida embaixo da casa. Mick Campbell vai a Austrália e um novo residente chega, o Eddie Miller (cujo nome de nascimento é Edison Sweet) (Burkely Duffield) se revela que no final ele é o Osiriano junto a escolhida eles irão salvar o mundo e a Senkhara e o Rufus são mandados para o submundo.

### Terceira temporada
Na terceira temporada, Nina não retorna à Casa de Anubis e duas novas garotas chegam: Kara Tatiana "KT" Rush e Willow Jenks. Eddie reconhece KT de uma visão que ele teve e descobre que seu avô a enviou para uma missão secreta que envolve uma chave. Uma nova professora, Sr.ª Denby chega à escola e Sibuna começa a investigar sobre ela. Denby, Sweet e Victor fazem uma cerimônia e despertam Robert Frobisher-Smythe. Robert faz um ritual para um antigo deus egípcio e descobre que terá de sacrificar 5 pecadores e planeja sacrificar Sibuna. Poderá Eddie e seus amigos impedirem o ritual e salvar o mundo de uma grande ameaça?
No final da temporada, Robert faz um ritual para a deusa  Ammut, e ele deverá sacrificar cinco pecadores (Victor, Patricia, Eric, Fabian e Alfie), enquanto isso Eddie, KT e Harriet enfrentam uma tempestade apocalíptico no colégio, então eles conseguem e encaixam as chaves de Sol e Lua no  Bastão de Osíris  do ritual de Ammut, e todos se livram do encanto. Caroline se vai com Ammut, Robert volta para o Egito com Harriet, Eddie volta com Patricia, Willow com Alfie e Jerome com Joy.

## Elenco
| Personagem principais     | Personagem principais | Personagem principais | Personagem principais | Personagem principais |
| Personagem                | Ator                  | Dublagem (Brasil)     | Dobragem (Portugal)   | Episódios             |
| ------------------------- | --------------------- | --------------------- | --------------------- | --------------------- |
| Nina Martin               | Nathalia Ramos        | Fernanda Bullara      | Teresa Macedo         | 1-150                 |
| Fabian Rutter             | Brad Kavanagh         | Rodrigo Andreatto     | Romeu Vala            | 1-191                 |
| Patricia Williamson       | Jade Ramsey           | Luciana Baroli        | Barbara Lourenço      | 1-191                 |
| Amber Millington          | Ana Mulvoy Ten        | Flávia Narciso        | Maria Camões          | 1-160                 |
| Jerome Clarke             | Eugene Simon          | Caio Eduardo          | João Araújo           | 1-191                 |
| Alfred "Alfie" Lewis      | Alex Sawyer           | Yuri Chesman          | João Araújo           | 1-191                 |
| Mara Jaffray              | Tasie Dhanraj         | Andressa Andratto     | Maria Camões          | 1-191                 |
| Joy Mercer                | Klariza Clayton       | Jussara Marques       | Cristina Carvalhal    | 1-191                 |
| Mick Campbell             | Bobby Lockwood        | Bruno Mello           | Romeu Vala            | 1-150                 |
| Eddie Miller/Edison Sweet | Burkely Duffield      | Robson Kumode         | Romeu Vala            | 75-191                |
| Kara Tatiana "KT" Rush    | Alexandra Shipp       | Priscila Ferreira     |                       | 151-191               |
| Willow Jenks              | Louisa Burnham        | Luciana Milano        |                       | 151-191               |
| Personagens secundários   |                       |                       |                       |                       |
| Personagem                | Ator                  | Dublagem (Brasil)     | Dobragem (Portugal)   | Episódios             |
| Victor Rodenmaar Jr.      | Francis Magee         | Marcelo Pissardini    |                       | 1-191                 |
| Trudy Rehman              | Mina Anwar            | Marli Bortoletto      |                       | 1-191                 |
| Sr.ª Daphne Andrews       | Julia Deakin          | Rosinha Baroli        |                       | 1-108                 |
| Sr. Eric Sweet            | Paul Antony-Barber    | Francisco Brêtas      |                       | 1-191                 |
| Rufus Zeno                | Roger Barclay         | Alexandre Marconato   |                       | 12-150                |
| Sarah Frobisher-Smythe    | Rita Davies           | Arlete Montenegro     |                       | 3-60                  |
| Jason Winkler             | Jack Donnelly         | Daniel Figueira       |                       | 5-60                  |
| Ester Robinson            | Catherine Bailey      | N/A                   |                       | 15-60                 |
| Evelyn Martin             | Gwyneth Powell        | N/A                   |                       | 63-150                |
| Senkhara                  | Sophiya Haque         | Alexandra Merz        |                       | 63-150                |
| Poppy Clarke              | Frances Encell        | Agatha Paulita        |                       | 61-150                |
| Jasper Choudhary          | Sartaj Garewal        | N/A                   |                       | 67-150                |
| Vera Devenish             | Poppy Miller          | Angélica Santos       |                       | 73-150                |
| Piper Williamson          | Nikita Ramsey         | Luciana Baroli        |                       | 115-123               |
| Benji Reed                | Freddie Boath         | N/A                   |                       | 177-180               |

| Ator/Atriz       | Personagem                | 1ª Temporada | 2ª Temporada | 3ª Temporada | Filme            |
| ---------------- | ------------------------- | ------------ | ------------ | ------------ | ---------------- |
| Nathalia Ramos   | Nina Martin               | Principal    | Principal    | Ausente      | Ausente          |
| Brad Kavanagh    | Fabian Rutter             | Principal    | Principal    | Principal    | Principal        |
| Jade Ramsey      | Patricia Williamson       | Principal    | Principal    | Principal    | Principal        |
| Ana Mulvoy Ten   | Amber Millington          | Principal    | Principal    | Recorrente   | Ausente          |
| Alex Sawyer      | Alfred "Alfie" Lewis      | Principal    | Principal    | Principal    | Principal        |
| Eugene Simon     | Jerome Clarke             | Principal    | Principal    | Principal    | Principal        |
| Tasie Dhanraj    | Mara Jaffray              | Principal    | Principal    | Principal    | Principal        |
| Klariza Clayton  | Joy Mercer                | Recorrente   | Principal    | Principal    | Principal        |
| Bobby Lockwood   | Mick Campbell             | Principal    | Recorrente   | Ausente      | Fez uma aparição |
| Burkely Duffield | Eddie Miller/Edison Sweet | Ausente      | Principal    | Principal    | Principal        |
| Alexandra Shipp  | Kara Tatiana "KT" Rush    | Ausente      | Ausente      | Principal    | Principal        |
| Louisa Burnham   | Willow Jenks              | Ausente      | Ausente      | Principal    | Principal        |

## Episódios
| Temporada | Temporada | Episódios    | Exibição Original    | Exibição Original       | Exibição no Brasil   | Exibição no Brasil     |
| Temporada | Temporada | Episódios    | Estreia de temporada | Final de temporada      | Estreia de temporada | Final de temporada     |
| --------- | --------- | ------------ | -------------------- | ----------------------- | -------------------- | ---------------------- |
|           | 1         | 60           | 1 de janeiro de 2011 | 19 de fevereiro de 2011 | 23 de junho de 2011  | 12 de agosto de 2011   |
|           | 2         | 90           | 7 de janeiro de 2012 | 9 de março de 2012      | 18 de junho de 2012  | 7 de agosto de 2012    |
|           | 3         | 40 + 1 filme | 3 de janeiro de 2013 | 12 de abril de 2013     | 4 de maio de 2013    | 29 de setembro de 2013 |

## Produção
A produção começou em agosto de 2009, mas em março de 2010 o Studio 100 anunciou que a série foi vendida para a Nickelodeon nos Estados Unidos. A série foi filmada no verão de 2010 em Liverpool e foi transmitida pela primeira vez nos Estados Unidos no dia 1.º de janeiro de 2011.
A série é a primeira série original produzida para o carro-chefe do canal Nickelodeon dos Estados Unidos a ser produzida fora da América do Norte, e é a primeiro série de drama original da Nickelodeon desde da série Caitlin's Way, que foi transmitida entre 2000 e 2002. A série é estruturada de uma forma diferente de outras séries de televisão live-action onde cada episódio é composto por dois segmentos de onze minutos, um formato comumente usado em desenhos animados de meia hora (embora os eventos de cada segmento subsequente se iniciem a partir dos eventos do segmento anterior); e os episódios da série são formatados para serem transmitidos de segunda a sexta, formato que é tipicamente comum nas soap operas.
Em 10 de março de 2011, a Nickelodeon confirmou que fará uma nova temporada de House of Anubis em sua apresentação antecipada anual aos publicitários e a mídia. Em 29 de junho, a Entertainment Weekly informou que a Nickelodeon, confirmou uma segunda temporada de House of Anubis e que a produção começaria em 21 de julho de 2011. Com um total de 45 episódios de meia hora (ou 90 episódios com 15 minutos) deviam ir ao ar em 2012. Todos os membros do elenco confirmaram estar retornando através dos seus respectivos twitters.
Hans Bourlon, diretor executivo do Studio 100, em uma entrevista de rádio anunciou que os preparativos para a 3.ª temporada já começaram. Quase oito meses depois Nathalia Ramos confirmou que caso houvesse uma terceira temporada ela não estaria presente, pois ela queria se dedicar aos seus estudos. Em 16 de abril de 2012, a Nickelodeon e a Lime Pictures confirmaram uma terceira temporada para a série.

## Produtos

### DVDs
A primeira temporada da série foi dividida em 2 volumes para a sua venda em DVD. O primeiro volume, intitulado House of Anubis: House of Secrets - Season One, Volume One foi lançado em 24 de outubro de 2011, somente na Região 2.

### Livros
Uma série com dois livros narra a primeira temporada da série. O título do primeiro livro é The Eye of Horus (lit. O Olho de Hórus) e o segundo é The Cup of Ankh (lit. A Taça de Ankh), ambos foram publicados em 10 de janeiro de 2012 pela Random House. Depois, foi lançado o livro The Mask of Anubis (lit. A Máscara de Anúbis) baseado na 2.ª temporada da novela.

## Recepção

### Recepção crítica
A série recebeu vários tipos de críticas. A Youth Television News elogiou a Nickelodeon pela série dramática, dizendo que "uma boa história sempre supera um sitcom repetitivo". O jornal The Gazette de Montreal fez a série uma crítica positiva, definindo-a como uma série que "não vai te fazer esquecer Harry Potter, nem mesmo Indiana Jones, mas é uma brincadeira animada da mesma forma".

### Recepção da audiência
A série estreou no dia 1.º de janeiro de 2011 transmitindo cinco episódios consecutivos nos Estados Unidos, os dois primeiros foram assistidos por uma média de 2,9 milhões de espectadores. A série marcou 4,0 pontos de audiência (846 000 telespectadores) entre adolescentes de 11 a 17 anos, 4,4 pontos (952 000 telespectadores) entre as crianças de 11 a 15 anos e 3.5 (1,2 milhões) entre as crianças de 11 a 18, ocupando o primeiro lugar no horário destinado a pré-adolescentes e adolescentes em todas as transmissões da TV a cabo.

## Awards and nominations
| Ano  | Prêmio                                  | Categoria                                 | Indicado           | Resultado | Ref.          |
| ---- | --------------------------------------- | ----------------------------------------- | ------------------ | --------- | ------------- |
| 2011 | Nickelodeon UK Kids' Choice Awards 2011 | Programa Inglês da Nick Favorito          | Mistério de Anúbis | Venceu    | [ 19 ]        |
| 2011 | Kids' Choice Awards Argentina           | Programa de TV Internacional Favorito     | Mistério de Anúbis | Indicado  | [ 20 ] [ 21 ] |
| 2011 | British Academy Children's Awards       | Drama                                     | Mistério de Anúbis | Indicado  | [ 22 ]        |
| 2011 | British Academy Children's Awards       | Melhor Companhia Independente de Produção | Lime Pictures      | Indicado  | [ 23 ]        |
| 2012 | Nickelodeon UK Kids' Choice Awards 2012 | Programa de TV UK Favorito                | Mistério de Anúbis | Indicado  | [ 24 ]        |
| 2012 | Nickelodeon UK Kids' Choice Awards 2012 | Ator UK favorito                          | Brad Kavanagh      | Indicado  | [ 25 ]        |
| 2012 | Nickelodeon UK Kids' Choice Awards 2012 | Atriz UK Favorita                         | Ana Mulvoy-Ten     | Indicado  | [ 26 ]        |
| 2012 | Broadcast Awards 2012                   | Melhor Programa Infantil                  | Mistério de Anúbis | Indicado  | [ 27 ]        |
| 2012 | British Academy Children's Awards       | BAFTA Voto Infantil: Televisão            | Mistério de Anúbis | Indicado  | [ 28 ]        |
| 2013 | Nickelodeon UK Kids' Choice Awards 2013 | Programa de TV UK Favorito                | Mistério de Anúbis | Venceu    | [ 29 ]        |